# فرانزیسکا ۵۲۰

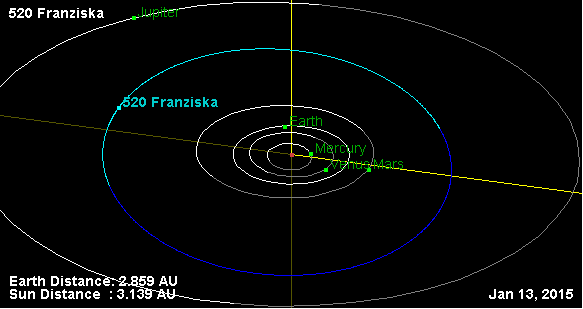
نمایی از محل قرارگیری سیارک فرانزیسکا ۵۲۰ در مدار – ۲۰۱۵

سیارک ۵۲۰ (به انگلیسی: 520 Franziska، نامگذاری:1903MV) پانصد و بیستمین سیارک کشف شده‌است که در ۲۷ اکتبر ۱۹۰۳ و در هایدلبرگ کشف شد.
قدر مطلق سیارک برابر ۱۰٫۶۱ است.